# Préparation pénitentielle
 (mars 2023).
Si vous disposez d'ouvrages ou d'articles de référence ou si vous connaissez des sites web de qualité traitant du thème abordé ici, merci de compléter l'article en donnant les références utiles à sa vérifiabilité et en les liant à la section « Notes et références ».
La préparation pénitentielle est  l'action par laquelle l'assemblée invoque la miséricorde du Seigneur au début de la messe, dans la liturgie de l'accueil.
Elle peut revêtir quatre formes : 
1. Je confesse à Dieu, suivi de la triple invocation Kyrie eleison, Christe eleison, Kyrie eleison (Kyrie signifie en grec : « Seigneur » et Eleison : « prends pitié ».),
2. un court dialogue, suivi de la triple invocation Kyrie eleison, Christe eleison, Kyrie eleison,
3. une litanie, avec entre chaque intention, le chant du Kyrie,
4. la bénédiction de l'eau suivie de l'aspersion, et dans ce cas, on peut chanter un chant adapté pendant l'aspersion et on ne chante pas le Kyrie.